# ریوجی ایتو
ریوجی ایتو (انگلیسی: Ryuji Ito؛ زادهٔ ۸ آوریل ۱۹۷۶) کشتی‌گیر کشتی حرفه‌ای اهل ژاپن است.